# Carlo Mario Nardinocchi
Carlo Mario Nardinocchi (Ascoli Piceno, 31 gennaio 1932 – Ascoli Piceno, 24 marzo 2022) è stato un politico italiano.

## Biografia
Nato ad Ascoli Piceno nel 1932, fu attivo politicamente nelle file della Democrazia Cristiana, e venne eletto al consiglio comunale della sua città nel 1971. Ricoprì la carica di consigliere fino al 1981; fu in seguito di nuovo eletto alle amministrative del maggio 1985 e riconfermato nel 1990. Dal giugno 1990 al febbraio 1993 fu sindaco di Ascoli Piceno, alla guida di una giunta composta da democristiani, socialisti e repubblicani.
Morì nel marzo 2022 all'età di 90 anni. 